# Antillanthus
Antillanthus B. Nord. – rodzaj roślin z rodziny astrowatych (Asteraceae). Obejmuje 17 gatunków występujących na Kubie.

## Systematyka
Pozycja według APweb (aktualizowany system APG III z 2009)
Przedstawiciel rodziny astrowatych (Asteraceae) należącej do rzędu astrowców reprezentującego dwuliścienne właściwe. W obrębie rodziny reprezentuje plemię Senecioneae z podrodziny Asteroideae.
Wykaz gatunków
| - Antillanthus acunae (Borhidi) B.Nord. - Antillanthus almironcillo (M.Gómez) B.Nord. - Antillanthus azulensis (Alain) B.Nord. - Antillanthus biseriatus (Alain) B.Nord. - Antillanthus carinatus (Greenm.) B.Nord. - Antillanthus cubensis (Greenm.) B.Nord. - Antillanthus ekmanii (Alain) B.Nord. - Antillanthus eriocarphus (Greenm.) B.Nord. - Antillanthus leucolepis (Greenm.) B.Nord. | - Antillanthus moaensis (Alain) B.Nord. - Antillanthus moldenkei (Greenm. ex Greenm. & Alain) B.Nord. - Antillanthus pachylepis (Greenm.) B.Nord. - Antillanthus pachypodus (Greenm.) B.Nord. - Antillanthus saugetii (Alain) B.Nord. - Antillanthus shaferi (Greenm.) B.Nord. - Antillanthus subsquarrosus (Greenm.) B.Nord. - Antillanthus trichotomus (Greenm.) B.Nord. |